# Cheick Touré
Cheick Touré (Países Bajos; 7 de febrero de 2001) es un futbolista neerlandés. Juega como extremo y su equipo actual es el Austin FC II de la MLS Next Pro.

## Clubes
| Club         | País           | Año           |
| ------------ | -------------- | ------------- |
| Feyenoord    | Países Bajos   | 2017-2018     |
| Jong PSV     | Países Bajos   | 2020-2022     |
| Austin FC II | Estados Unidos | 2023-presente |